# 미트라-바루나
미트라와 바루나( 산스크리트어 : mitrā́váruṇā )는 고대 인도의 리그베다 경전에서 자주 언급되는 두 신이다. 둘 다 아디트야 또는 태양과 관련된 신으로 간주된다. 그리고 그들은 리타의 의로운 질서를 수호하는 자들이다. 그들의 연결은 너무 가까워서 병렬 합성의 화합물 미트라–바루나에서 자주 연결된다.
미트라-바루나는 조르주 뒤메질의 비교 인도-유럽 신화에 대한 1940년 에세이의 제목이기도 하다.

## 같이 보기
- 미트라(베다)
- 바루나